# Střížovice (okres Kroměříž)
Obec Střížovice se nachází v okrese Kroměříž ve Zlínském kraji. Žije zde 249 obyvatel. Obcí prochází silnice II/367 a protéká vodní tok Dolní Kotojedka. Nachází se zde barokní socha svatého Floriána.

## Historie
První písemná zmínka o obci pochází z roku 1365.

## Obyvatelstvo

### Struktura
Vývoj počtu obyvatel za celou obec i za jeho jednotlivé části uvádí tabulka níže, ve které se zobrazuje i příslušnost jednotlivých částí k obci či následné odtržení.
| Místní části   | Místní části    | 1869 | 1880 | 1890 | 1900 | 1910 | 1921 | 1930 | 1950 | 1961 | 1970 | 1980 | 1991 | 2001 | 2011 |
| -------------- | --------------- | ---- | ---- | ---- | ---- | ---- | ---- | ---- | ---- | ---- | ---- | ---- | ---- | ---- | ---- |
| Počet obyvatel | část Střížovice | 231  | 256  | 221  | 238  | 287  | 286  | 256  | 275  | 251  | 244  | 211  | 212  | 228  | 249  |
| Počet domů     | část Střížovice | 31   | 34   | 36   | 44   | 51   | 52   | 54   | 64   | 66   | 66   | 64   | 80   | 77   | 81   |

## Pamětihodnosti
- Socha svatého Floriána na návsi
- Kříž, za vesnicí

## Galerie

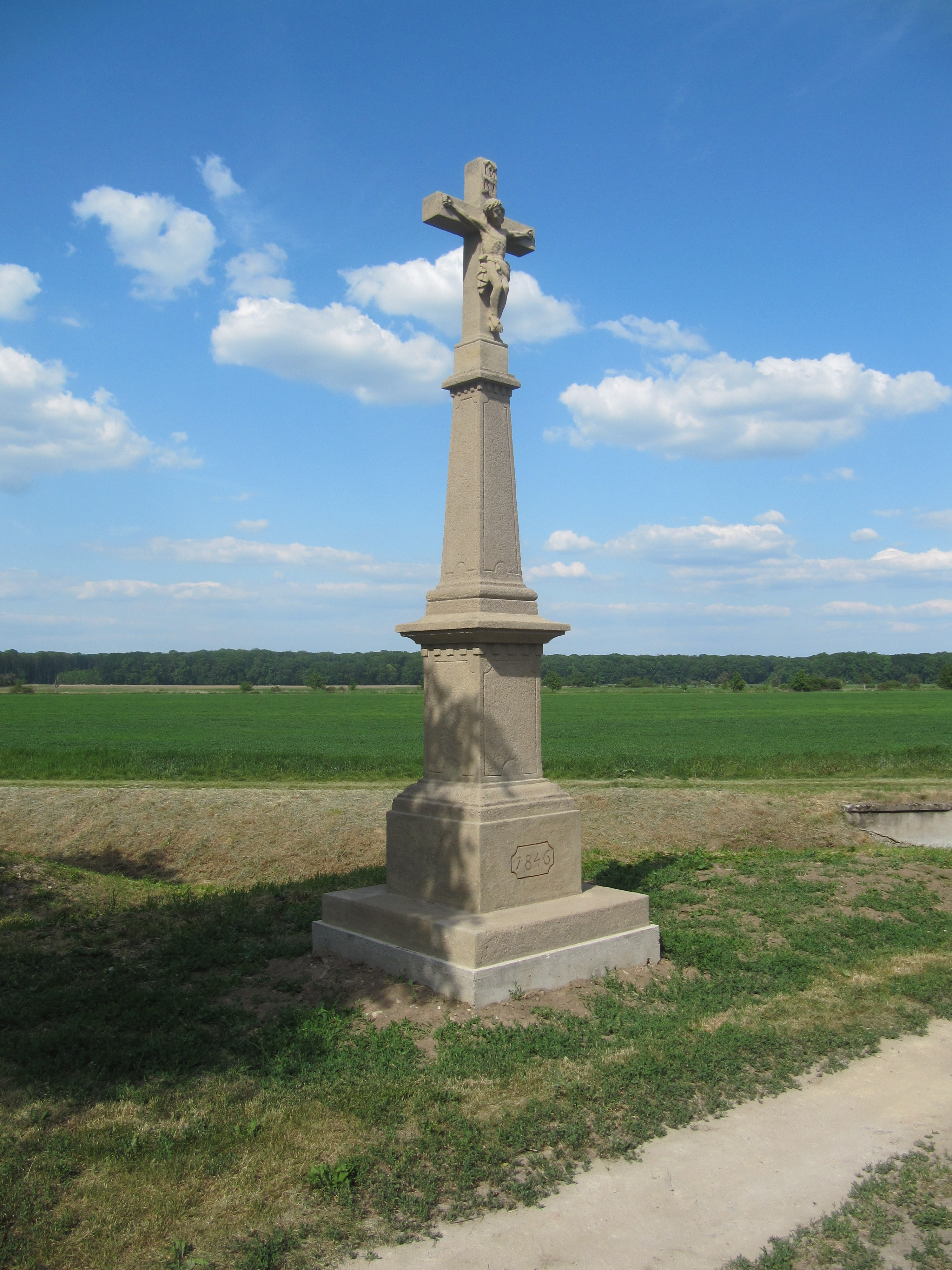
Kříž datovaný 1846
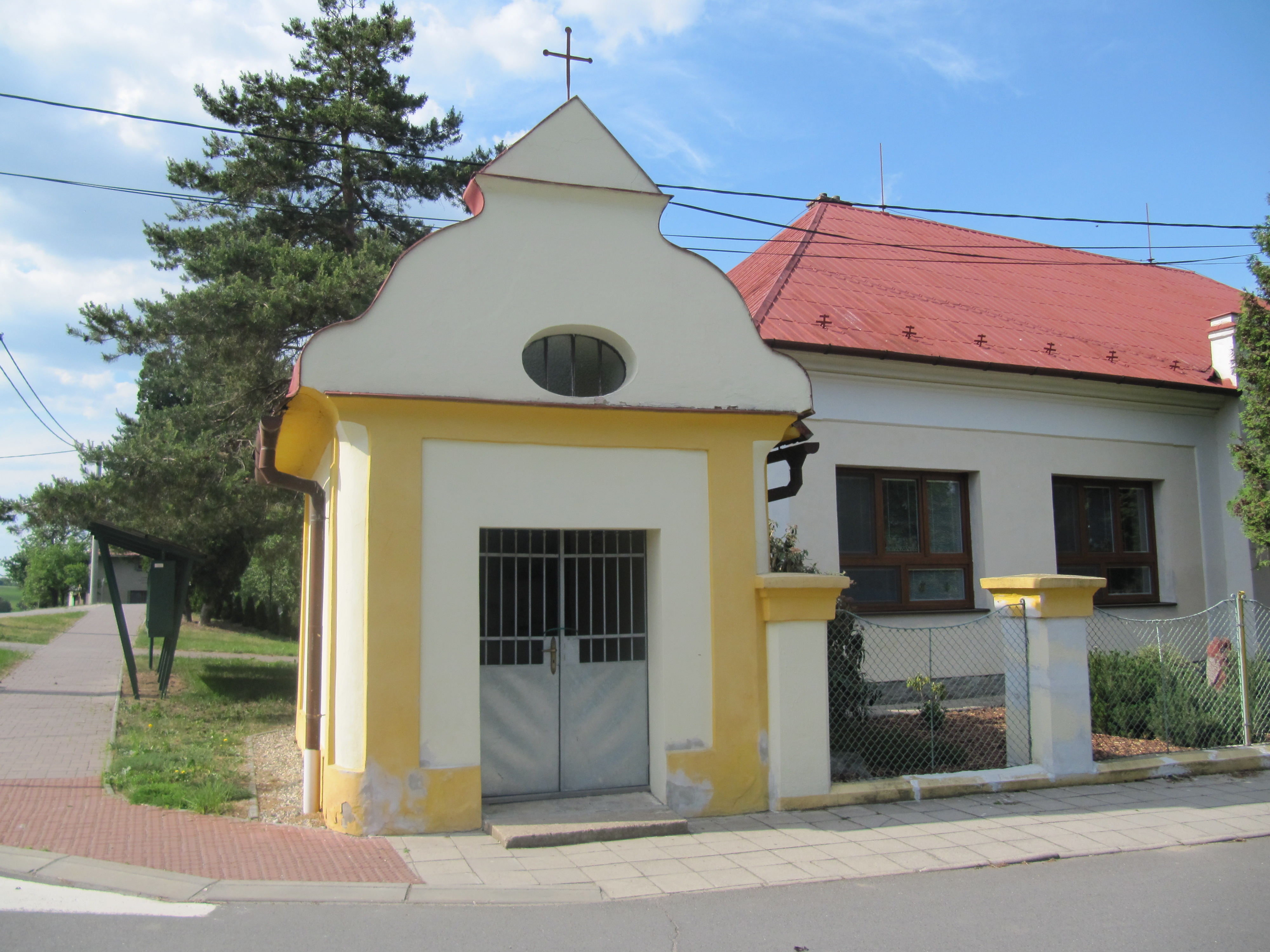
Kaple
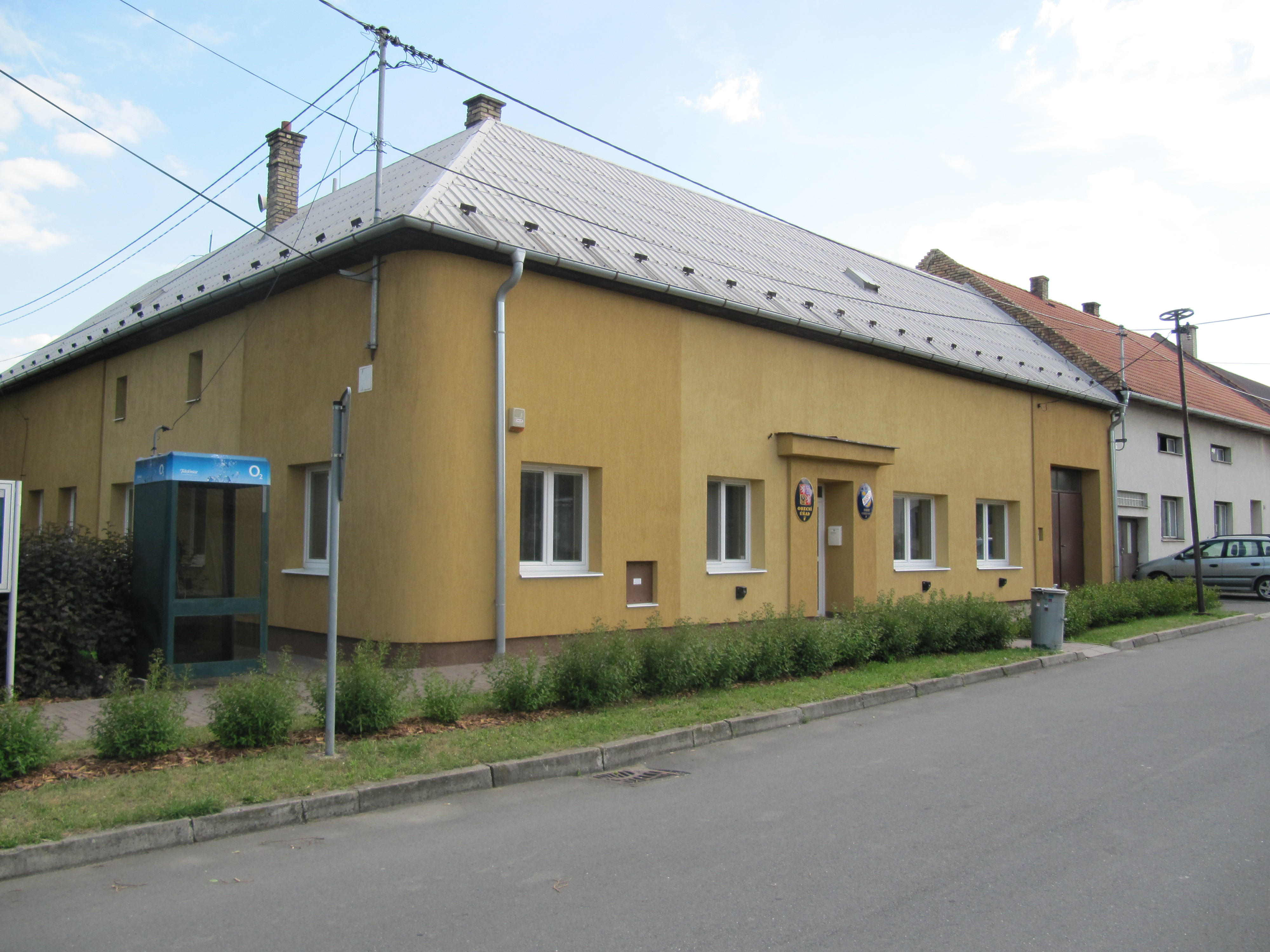
Obecní úřad
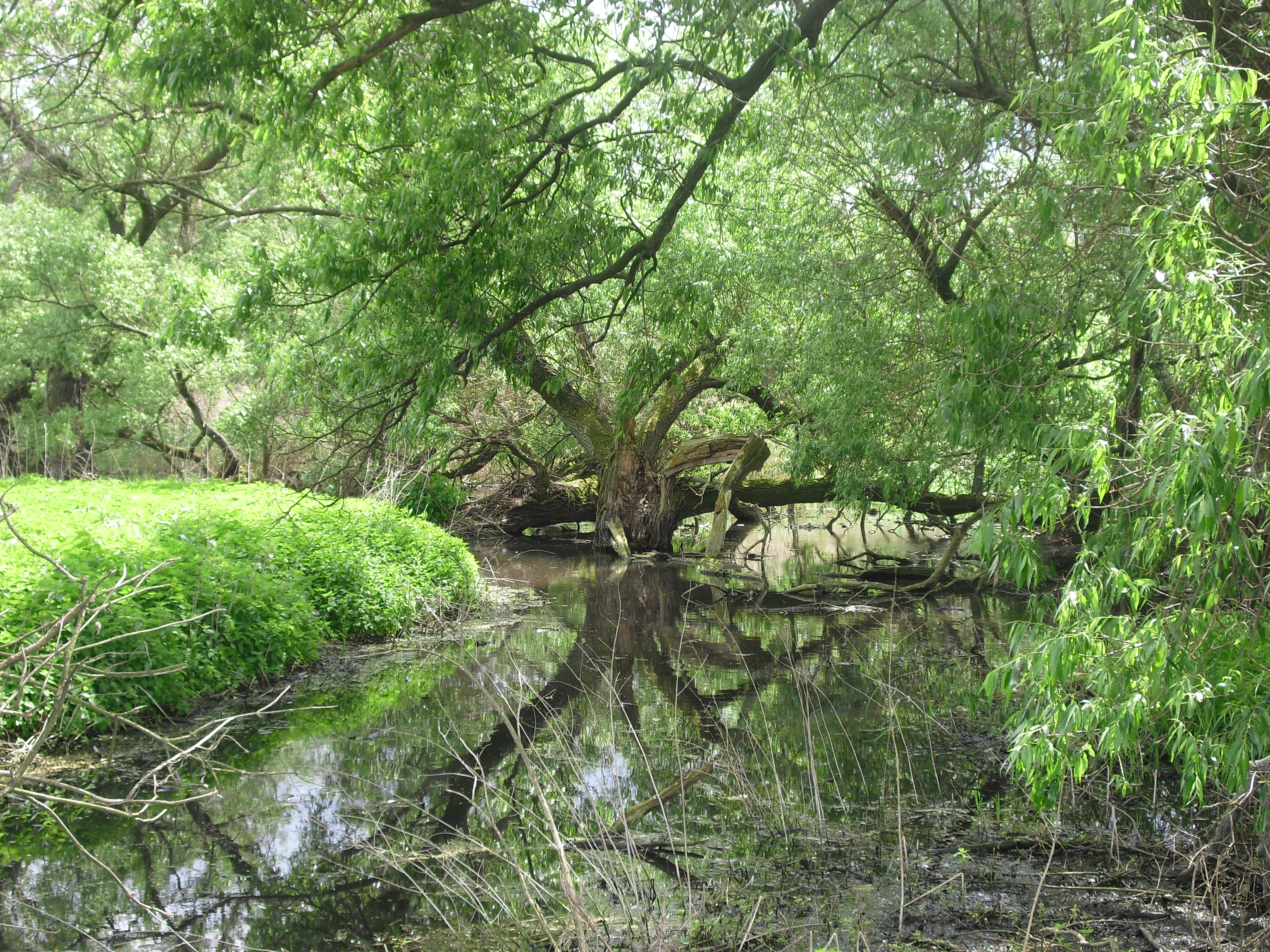
Přírodní památka Bašnov